# Hütting (Rennertshofen)
Hütting ist ein Pfarrdorf und Ortsteil des Marktes Rennertshofen im Landkreis Neuburg-Schrobenhausen im Regierungsbezirk Oberbayern. Zur Gemarkung gehören auch noch das Kirchdorf Ellenbrunn und die Einöden Feldmühle, Giglberg, Wolpertsau und Waldau.
Bis 1852 gehörte auch noch der inzwischen verfallene Waldhof zwischen Giglberg und Gammersfeld zu Hütting.

## Geografie
Hütting und seine Ortsteile Feldmühle und Ellenbrunn liegen nordöstlich vom Hauptort Rennertshofen im Wellheimer Trockental inmitten der hügeligen Landschaft der Südlichen Frankenalb. Giglberg und Wolpertsau liegen über dem Tal in den Jurahöhen. Bei Feldmühle verlässt die Schutter, die aus Wellheim kommend in Richtung Donau bei Ingolstadt fließt, das Wellheimer Trockental am Schutterberg.
Verkehrstechnisch liegt es an der Mündung der aus Südosten (bei Neuburg an der Donau) kommenden Staatsstraße 2334 in die nordöstlich-südwestlich verlaufende Staatsstraße St 2047 von Dollnstein nach Hatzenhofen. In letztgenannte mündet in Ellenbrunn, die von der Landkreisgrenze (Gammersfeld) kommende Kreisstraße ND 24.
Die Nachbarorte von Hütting und seinen Ortsteilen sind im Südwesten Mauern und Siglohe, im Westen, Nordwesten und Norden die Wellheimer Ortsteile Gammersfeld, Wellheim, Espenlohe, Hard und Biesenhard, im Osten der Nassenfelser Ortsteil Meilenhofen, im Südosten Bergen und Forsthof und im Süden Dittenfeld und Riedensheim.
Zwischen Ellenbrunn und Bergen liegt der 553,8 m hohe Hainberg.

## Geschichte
Die Burg Hütting wurde 1060 erbaut und erstmals 1256 in einer Urkunde von Graf Berthold II. von  Lechsgemünd erwähnt. Die Grafen von Lechsgemünd und später Lechsgemünd-Graisbach übertrugen die Verwaltung an einen Ministerialen, dessen Nachkommen sich fortan Herren von Hütting nannten. 1342 fiel der gesamte Besitz der Graisbacher und damit auch die Burg Hütting an die Wittelsbacher. (Die Herren von Hütting verlegten ihren Wohnsitz daraufhin nach Ammerfeld, Natterholz und Dollnstein.)
Die Herzöge von Bayern nutzten die Burg mehrfach als Pfandobjekt: 1343 wurde sie an Agnes von  Neuffen-Graisbach verpfändet, 1358 von Herzog Friedrich  von Teck übernommen und 1373 wieder von ihm gelöst. 1393 wurde die Feste an Ulrich von Oberndorf versetzt, mit dem Versprechen Herzog Stephans III. von Bayern, sie niemals mehr zu verpfänden. 1416 gab die Witwe Ulrichs, Anna von Hohenfels, die Feste wieder an Herzog Ludwig VII. von Bayern zurück. Um 1421/22 wurde die Burg in einem der zahlreichen Konflikte zwischen den bayrischen Teilherzogtümern niedergebrannt und anschließend aufgegeben.
1505 bis 1808 erscheint Hütting als Bestandteil des Landvogtamts Neuburg an der Donau.
Das in den Jurahöhen gelegene Gut Giglberg bestand ursprünglich aus zwei Bauernhöfen und gehörte ab 1505 zum Hofkastenamt Neuburg an der Donau.
In den Höhlen des bei der Feldmühle gelegenen Schutterbergs wurden Knochen und Steinwerkzeuge aus der Altsteinzeit gefunden. Auf dem Berg selbst befindet sich eine Abschnittsbefestigung mit Wall und Graben aus der Keltenzeit, auch Scherben aus der Bronzezeit wurden dort gefunden. Am Fuß des Schutterbergs fanden sich Siedlungsreste aus der Bronzezeit, Hallstattzeit und Latènezeit, die auf eine Eisenverhüttung der Kelten hindeuten, außerdem Reste eines römischen Gutshofes.
1623 belehnte Wolfgang Wilhelm von Pfalz-Neuburg seinen herzoglichen Musikmeister Josef Baselit Gentilhuomo di Casa mit Gügelberg und 1641 auch mit der Feldmühle und dem Schlösslein zu Hatzenhofen. Dieselben Güter als Lehen erhielten 1650 der Landhofmeister Johann Kaspar Egloff von Zell auf Innendingen und Schenkenau und 1659 Wilhelm Sadeler oder Lollio.
1661 erhob Philipp Wilhelm von der Pfalz die Güter Giglberg und Feldmühle vom Stand gemeiner Bauerngüter und verlieh ihnen den Hofmarksstatus. Dann belehnte er mit ihnen Nikolaus von Müller, Hofkammer-Direktor zu Neuburg, dessen Familie in den Freiherrenstand erhoben wurde. Dieser kaufte die Güter und blieb mit seiner Familie.
1848 kaufte Aloys von Arco-Stepperg die Hofmark Giglberg und gründete dort ein Ökonomiegut. Heute ist Giglberg im Besitz der Freiherren von Redwitz.
Die Feldmühle gehört heute als eigener Gutsbesitz den Freiherren von Tucher.
Mit dem zweiten Gemeindeedikt von 1818 entstand die Ruralgemeinde Hütting mit den weiteren Ortsteilen Ellenbrunn, Feldmühle, Giglberg, Waldhof und Wolpertsau im Landgericht Neuburg an der Donau. Bei der Trennung von Justiz und Verwaltung wurde die Gemeinde dem am 1. Juli 1862 neu errichteten Bezirksamt Neuburg an der Donau (Vorgänger des Landratsamtes) zugeordnet. Bis zum 30. Juni 1972 blieb Hütting mit seinen Ortsteilen eine selbstständige Gemeinde im schwäbischen Landkreis Neuburg an der Donau und wurde dann im Zuge der Gebietsreform in Bayern dem nunmehr oberbayerischen vergrößerten Landkreis Neuburg an der Donau, der am 1. Mai 1973 den Namen Landkreis Neuburg-Schrobenhausen erhielt, zugeschlagen. Am 1. Mai 1978 erfolgte die Eingemeindung in den Markt Rennertshofen.
Bis 1993 war die Bahnstrecke Dollnstein–Rennertshofen in Betrieb, die das Wellheimer Trockental entlang unter anderem die Bahnhöfe Feldmühle, Hütting und Ellenbrunn anfuhr.

## Pfarrei
Die katholische Pfarrei Sankt Sixtus in Hütting gehört zur Pfarreiengemeinschaft Rennertshofen im Dekanat Neuburg-Schrobenhausen im Bistum Augsburg. Die Fresken in der Pfarrkirche St. Sixtus sind Trinität, Enthauptung Sixtus, Glorie des Laurentius sowie die Fresken an der Emporbrüstung Engel mit Harfe, hl. Cäcilia, Putti mit Triangel werden von den Kunsthistorikern H.C.Ries und Schmid dem Münchner Maler des Neubarock Josef Wittmann zugeschrieben und zählen zu seinem Frühwerk. Zur Pfarrei gehören Feldmühle, Giglberg und Wolpertsau. Ellenbrunn gehört zur Pfarrei Mariä Himmelfahrt in Mauern.

## Baudenkmäler
Siehe: Liste der Baudenkmäler in Hütting

## Persönlichkeiten
- Karl Göbel (1936–2017), deutscher CDU-Politiker; in Hütting geboren
- Eugen Freiherr von Redwitz (* 1939 in Würzburg), deutscher CSU-Politiker; besuchte die Hüttinger Volksschule